# Oleksandr Sytj
Oleksandr Maksymovytj Sytj, född den 16 juli 1964 i Rivne oblast, är en ukrainsk politiker, medlem av Svoboda och mellan 27 februari–12 november 2014 tillförordnad vice premiärminister i Ukraina.
Sytj är historiker och från Rivne oblast i västra Ukraina. Han är Svobodas chefsideolog och extrem abortmotståndare, som menar att kvinnor som inte vill bli gravida istället bör tänka på hur de lever. Sytj ådrog sig kritik från kvinno- och människorättsorganisationer efter att ha uttalat sig om att kvinnor bör avstå från att dricka alkohol och umgås i "kontroversiella sällskap" för att minska risken för våldtäkt.
Sych leder den regionala partiorganisationen i Svobodas starka fäste Ivano-Frankivsk. Där man i samband med oroligheterna i Kiev 2014 drivit igenom ett förbud mot Ukrainas kommunistiska parti och det störtade före detta regeringspartiet Regionernas parti.